# Kopneni ekosistem
Kopneni ekosistem je tip ekosistema prisutan jedino na kopnu. Postoji šest primarnih kopnenih ekosistema: tundra, tajga, lišćarske listopadne šume, tropska kišna šuma, stepa i pustinja.

## Karakteristike
Kopneni ekosistemi su zajednice organizama i njihova okolina koji se javljaju na kopnenim masama kontinenata i ostrva. Ovi ekosistemi se razlikuju od akvatičnih ekosistema po manjoj dostupnosti vode i konsekventnoj važnosti vode kao obraničavajućeg faktora. Kopneni ekosistemi su karakterisani većim temperaturnim fluktuacijama na dnevnoj i sezonskoj bazi, nego što se javlja kod akvatičnih ekosistema u sličnim klimama. Dostupnost svetlosti je veća u kopnenim ekosistemia nego u akvatičnim ekosistemima pošto je atmosfera transparentnija na kopnu nego nad vodom. Gasovi su isto tako dostupniji u kopnenim ekosistemima. U te gasove se uvršatavaju ugljen-dioksid koji služi kao supstrat za fotosintezu, kiseonik koji je supstrat za aerobnu respiraciju, i azot koji služi kao supstrat za azotnu fiksaciju. Kopnena okruženja su segmentirana u podzemnu porciju iz koje se najveći deo vode i jona dobija, i atmosfersku porciju iz koje se dobijaju gasovi i gde se fizička energija svetlosti transformiše u organsku energiju međuugljeničnih veza putem procesa fotosinteze.

## Literatura
- Newman, Arnold (2002). Tropical Rainforest: Our Most Valuable and Endangered Habitat With a Blueprint for Its Survival Into the Third Millennium (2 изд.). Checkmark. ISBN 978-0-8160-3973-9.